# 實力建業
實力建業集團有限公司，簡稱實力建業集團，以及實力建業（英語：Applied Development Holdings Limited，港交所：0519），於1988年成立，當時大股東為洪建生，在2015年7月15日，成為Millennium Capital Asia Limited主要大股東，因為當時洪繼懋把所持有465,725,959股（26.77%股權）出售給現任股東，根據資料顯示，現任主席和總裁為王敬渝。
股份在1989年1月10日於香港交易所主板介紹形式上市，公司前身為「實力國際集團有限公司」，也就是透過當時旗下實力電子有限公司換取上市。業務只限於熱帶地區發展豪華度假村產業，曾持有的電子，以及國畫投資業務，也就是當時旗下，但因為市場佔有率的萎縮而終止。
前總裁及主席為洪繼懋，也是董事會裡唯一的執行董事，其餘的董事皆為非執行董事。總部位於香港干諾道中168至200號信德中心招商局集團大廈34樓3402-03室。

## 外部連結
- 實力建業 官方網頁 （页面存档备份，存于）